# إدموند غيتييه
إدموند ل. غيتييه الثالث (بالإنجليزية: Edmund Gettier)‏ (من مواليد 31 أكتوبر 1927) هو فيلسوف أمريكي وأستاذ فخري في جامعة ماساتشوستس في أمهرست. اشتهر بمقاله القصير المنشور في عام 1963 تحت عنوان «هل يعد الإيمان الحقيقي المبرر معرفة؟»، الذي أنتج أدبًا فلسفيًا واسع النطاق محاولًا إيجاد حل لما أصبح يعرف باسم مشكلة غيتييه.

## حياته
تلقى غيتييه تعليمه في جامعة كورنيل، حيث كان من بين معلميه ماكس بلاك ونورمان مالكولم. انجذب غيتييه شخصيًا إلى آراء لودفيغ فيتجنشتاين. كانت وظيفته التعليمية الأولى في جامعة واين ستيت في ديترويت بولاية ميشيغان، حيث كان من بين زملائه كيث ليرر، وإر سي سليغ، وألفين بلانتينجا. ونظرًا لأنه كان لديه عدد قليل من الورقات البحثية المنشورة، فقد حثه زملاؤه على نشر أي أفكار لديه من أجل إرضاء الإدارة. كانت نتيجة ذلك مقالة من ثلاث صفحات لا تزال واحدة من أشهر المقالات في التاريخ الفلسفي الحديث. وفقًا للتعليقات السردية التي عرضها بلانتنجا في محاضراته، كان غيتييه في الأصل غير متحمس للمقال للدرجة التي جعلته يطلب ترجمته من شخص ما إلى الإسبانية ثم نشره أولًا في مجلة أمريكية جنوبية. نُشر المقال لاحقًا في مجلة التحليل (Analysis). لم ينشر غيتييه أي شيء منذ ذلك الحين، لكنه اخترع ودرّس لطلابه الخريجين أساليب جديدة للعثور على وتوضيح النماذج المضادة في المنطق الطوري، وكذلك دلالات مبسطة لمختلف أنواع المنطق الطوري.[بحاجة لمصدر]
يتحدى غيتييه في مقالته تعريف «الإيمان الحقيقي المبرر» للمعرفة الذي يعود إلى محاورة أفلاطون الثئيتتس (Theaetetus)، لكن يُهمَل في نهاية هذا المحاورة بالذات. قُبِل هذا التعريف من قبل معظم الفلاسفة في ذلك الوقت، وكان في صدارتهم عالم الابستمولوجيا كلارنس إرفينغ لويس وتلميذه رودريك تشيشولم. قدمت مقالة غيتييه أمثلة مضادة لهذا التعريف في شكل حالات كان لدى الأشخاص فيها إيمان حقيقي مبرر، ولكن كان هذا الإيمان صحيحًا لأسباب غير مرتبطة بالتبرير الذي امتلكوه. ومع ذلك، فقد اعتقد بعض الفلاسفة أنه قد فُحص اعتبار المعرفة كإيمان حقيقي بطريقة عامة من خلال عمل فيتجنشتاين. (عُثر على حجة مماثلة أيضًا في أوراق برتراند راسل في وقت لاحق).

## عمله

### مشكلة غيتييه
يقدم غيتييه العديد من الأمثلة على معتقدات حقيقية ومبررة في الوقت ذاته، ولكن لا ينبغي لنا أن نُطلق عليها اسم معرفة بالبداهة. تُسمى الحالات من هذا النوع الآن «أمثلة غيتييه المضادة». نظرًا لأن انتقاد غيتييه لنموذج الاعتقاد الحقيقي المبرر كان ممنهجًا، فقد تخيل مؤلفون آخرون أمثلة مضادة أخرى أكثر خيالية. على سبيل المثال: أنا أشاهد نهائي بطولة ويمبلدون للرجال، حيث يتواجه جون ماكنرو مع جيمي كونورز، إنها نقطة المباراة، والتي يفوز بها ماكنرو. أقول لنفسي: «جون ماكنرو هو بطل العالم للرجال هذا العام في ويمبلدون». ومع ذلك، فأنني لا أعلم أن هيئة الإذاعة البريطانية (BBC) تعاني من خطأ في البث وقامت ببث شريط نهائي العام الماضي، التي فاز فيه ماكنرو أيضًا على كونورز. كنت أشاهد نهائي بطولة ويمبلدون للعام الماضي، لذلك اعتقدت أن ماكنرو قد تفوق على كونورز. ولكن في نفس الوقت، كان ماكنرو في الواقع يكرر انتصار العام الماضي ويتفوق على كونورز مجددًا! لذا فإن اعتقادي بأن ماكنرو قد تفوق على كونورز ليصبح بطل ويمبلدون هذا العام كان صحيحًا، وكان لدي سبب وجيه للاعتقاد بذلك (كان اعتقادي مبررًا). ومع ذلك، هناك شعور أنه لم يكن ينبغي أن أدعي أنني كنت أعرف أن ماكنرو قد تفوق على كونورز، لأنني كنت على صواب في معرفة أن ماكنرو فاز على كونورز فقط. لذا فإن اعتقادي لم يكن مستندًا إلى نوع التبرير الصحيح.

## وصلات خارجية
- Gettier's paper, "Is Justified True Belief Knowledge?" on PhilPapers